# زمردی کسومل
زمردی کسومل (نام علمی: Chlorostilbon forficatus) نام یک گونه از سرده زمردی‌ها است.